# Finn Job

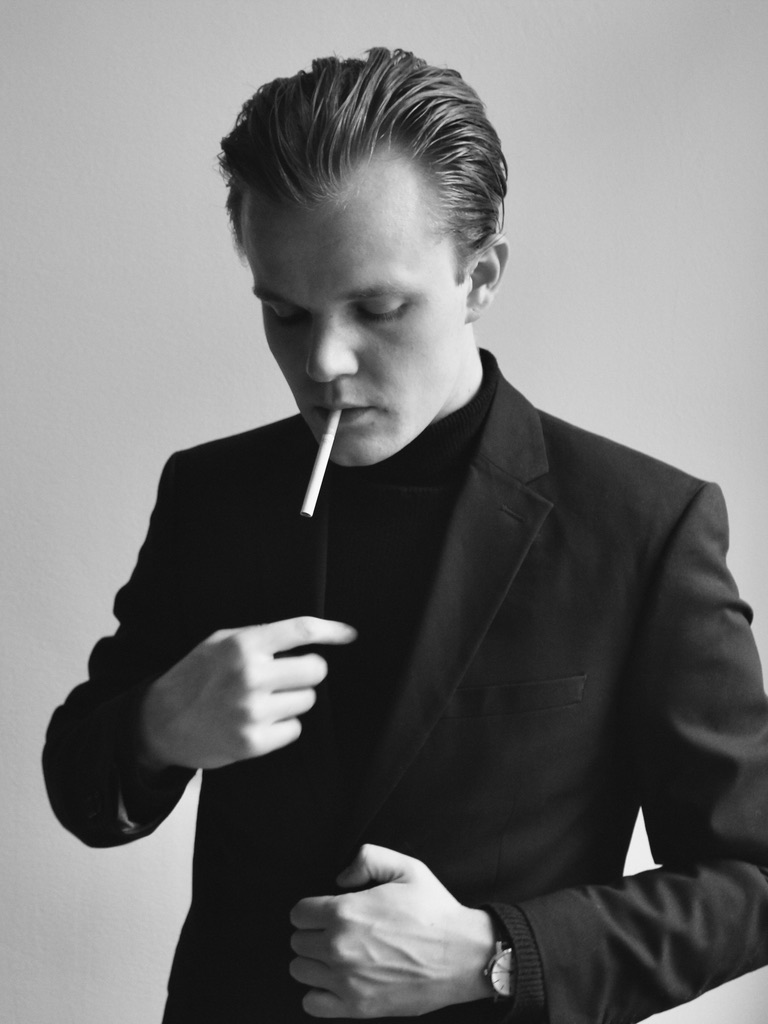
Finn Job (2022)

Finn Job (geboren am 8. Mai 1995 in Hannover) ist ein deutscher Schriftsteller.

## Leben
Finn Job wurde in Hannover geboren und wuchs in einer evangelikalen Familie auf. 2014 zog er nach Berlin, arbeitete als Barkeeper in verschiedenen Techno-Clubs und später als Kellner in der Joseph-Roth-Diele. Nachdem er ohne Abschluss Deutsche Literatur, Philosophie, Komparatistik und Kunstgeschichte studierte, schrieb er Essays, Glossen und Kurzgeschichten für deutschsprachige Zeitungen und Magazine. Seit 2022 erscheinen seine Romane im Verlag Klaus Wagenbach. 2025 erhielt er die mit 5.000 Euro dotierte Alfred-Döblin-Medaille.
In Interviews sprach Job mehrfach über das Verhältnis von Fiktion und Autofiktion und kritisierte die Autoren Annie Ernaux und Édouard Louis. „Ich glaube, wenn man behauptet, die Figur zu sein, über die man gerade schreibt, gehört viel Charakterstärke dazu, diese Figur nicht in ein positiveres Licht zu rücken. Ich würde den meisten Leuten attestieren, dass sie ein bisschen borniert werden, wenn sie über sich schreiben.“

## Romane
Jobs erster Roman Hinterher erschien 2022 und handelt von zwei jungen Männern, die von Berlin aus in die Normandie reisen, um dort an einem wahnwitzigen Kunstprojekt zu arbeiten. Neben eher kulturpessimistischen Einlassungen, werden die Themen Erinnerung, verlorene Liebe und Religion verhandelt. Hinterher wurde positiv besprochen, unter anderem von der Zeit, der Presse und im Deutschlandfunk. Für die taz schrieb Michael Wolf: „Dieses Debüt gibt sich nicht mit der Schilderung einer jugendlichen Verlorenheit zufrieden, sondern spürt dessen Ursprüngen in der Geschichte nach.“ Im Zuge des Anstiegs antisemitischer Gewalt wurde der Roman breiter rezipiert. So äußerte sich etwa der amerikanische Germanist Russell Berman: „Job's novel describes a condition—social, political, perhaps existential—of persecution, as an objective potential in the not-only German present.“
Auch der zweite Roman, der 2024 unter dem Titel Damenschach erschien, wurde größtenteils positiv besprochen. Das diesmal deutlich ältere Figurenensemble ist der Commedia-del-arte entlehnt und streitet im Rahmen einer ausartenden Geburtstagsfeier über gesellschaftliche Reizthemen, darunter unterschiedliche Varianten des Feminismus, aber auch Geopolitik, Postkolonialismus und die Frage nach der deutschen Schuld. Job gab an, dass ihn formal sowohl die antike Dramentheorie, als auch Elemente der Screwball-Komödie inspiriert hätten. Tobias Lentzler schrieb dazu in der Zeit: „Finn Job sprüht vor Einfällen in einem Roman, der die Gegenwart entlarvt.“ Anne-Catherine Simon urteilte in der Presse: „Damenschach lässt keinen Zweifel daran, dass hier einer der vielversprechendsten jungen Autoren deutscher Sprache am Werk ist.“

## Werke
- Hinterher, Roman, Verlag Klaus Wagenbach, Berlin 2022, ISBN 978-3-8031-3348-9[21]
- Der Ton und die Musik, Kurzgeschichte, in: Volltext 4/2023[22]
- Damenschach, Roman, Verlag Klaus Wagenbach, Berlin 2024, ISBN 978-3-8031-3371-7[23]

## Auszeichnungen
- 2022: Werkstipendium des Deutschen Literaturfonds[24] für ein Romanprojekt
- 2023: Arbeitsstipendium des Berliner Senats[25] für ein Romanprojekt
- 2023: Aufenthaltsstipendium Q21 des BMEIA[26] für ein Romanprojekt in Wien für Januar und Februar 2024
- 2024: Longlist zur Hotlist[27] für Damenschach
- 2024: Werkstipendium des Deutschen Literaturfonds[28] für ein Romanprojekt
- 2025: Alfred-Döblin-Medaille[29] für Hinterher und Damenschach